# Astrophel and Other Poems

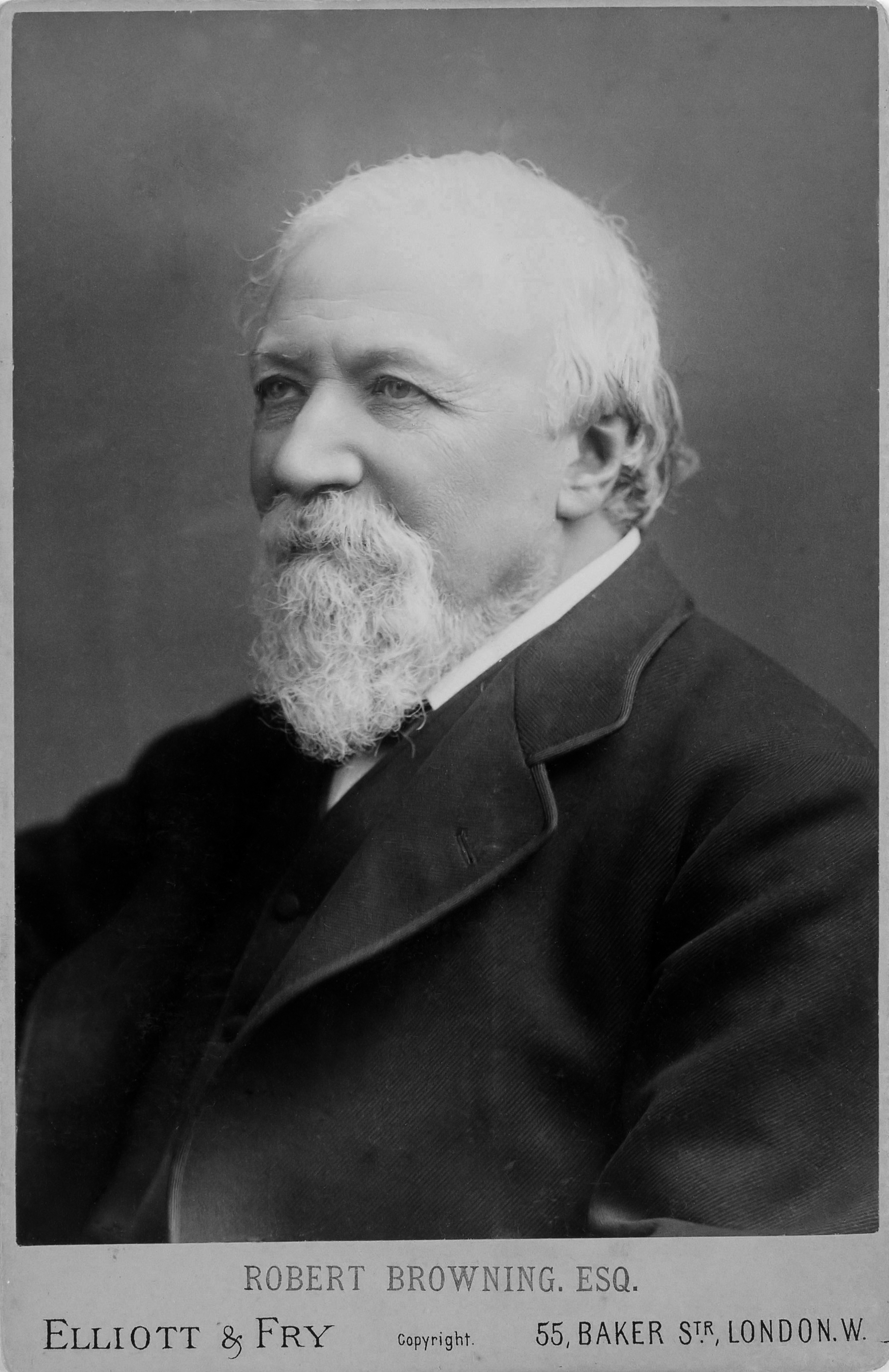
Robert Browning w późnym wieku

Astrophel and Other Poems – tomik wierszy angielskiego poety Algernona Charlesa Swinburne’a, opublikowany w 1894. Tom zawiera między innymi cykl A Sequence of Sonnets on the Death of Robert Browning, będący elegią na cześć Roberta Browninga. W zbiorze znalazł się również cykl Via Dolorosa.
Podobnie jak w wielu innych dziełach, w omawianym tomiku Swinburne stosuje z upodobaniem aliterację:

All the glory that girds the story of all thy life as with sunlight round,
All the spell that on all souls fell who saw thy spirit, and held them bound,
Lives for all that have heard the call and cadence yet of its music sound.

Poeta eksperymentuje z długimi, ośmioakcentowymi wersami i rymami wewnętrznymi:

Hills and valleys where April rallies his radiant squadron of flowers and birds,
Steep strange beaches and lustrous reaches of fluctuant sea that the land engirds,
Fields and downs that the sunrise crowns with life diviner than lives in words

Tomik został zadedykowany Williamowi Morrisowi.